# 巴拿马
巴拿马共和国（西班牙語：República de Panamá），通稱巴拿馬（西班牙語：Panamá），是中美洲最南部的国家，国土面积7.55万平方公里，人口436万。
連接大西洋及太平洋的巴拿马运河位於國家的中央，劃分了南北美洲，拥有重要的战略与经济地位。

## 國名由來
巴拿馬這個名字的確切起源尚不清楚，有幾種理論。一種說法認為，該國的名字來源於一種常見的樹種（巴拿馬樹）。另一種說法認為，首批定居者於八月抵達巴拿馬，那時蝴蝶非常多，而「巴拿馬」這個名字在西班牙殖民之前，在該地區使用的某一種或多種美洲印第安語言中意為「許多蝴蝶」。還有一種說法認為，這個詞是庫納語中「bannaba」一詞的西班牙語化，意思是「遙遠」或「遠方」。
在巴拿馬流傳的另一個常見傳說是，當西班牙殖民者首次登陸該地區時，有一個名為「巴拿馬」的漁村，據說其意思是「魚類豐富」。該村的確切位置不詳，但這個傳說通常可以從安東尼奧·特略·德·古茲曼船長的日記中得到印證，他報告說於1515年在探索巴拿馬的太平洋海岸時登陸了一個未命名的村莊，他只形容該村為一個「小型土著漁村」。1517年，西班牙副官加斯帕·德·埃斯皮諾薩決定在古茲曼所描述的同一地點建立一個貿易站。1519年，佩德羅·阿里亞斯·德·阿維拉決定在此地建立西班牙帝國的太平洋港口。這個新定居點取代了聖瑪麗亞·拉安提瓜·德爾·達連，後者在西班牙開始開採太平洋的財富後，失去了其在王室全球計劃中的功能。
由巴拿馬教育部推廣的官方定義和名字起源是「豐富的魚、樹和蝴蝶」。這也是社會學教材中通常給出的描述。

## 历史
在欧洲人到来前，巴拿马是印第安人居住的地区。
- 1501年，西班牙殖民者到达使巴拿马成为西班牙帝國殖民地，属新格兰纳达总督区。

- 1698年，蘇格蘭王國企圖殖民巴拿馬，蘇格蘭軍隊於第二次行動中終於登陸了巴拿馬，由於人數太少，很快就被西班牙人包圍擊退。

- 1821年，巴拿马独立，加入西蒙·玻利瓦尔建立的大哥伦比亚共和国。

- 1830年，大哥伦比亚共和国分裂，巴拿马成为新格拉納達共和國的數个省。由于具有战略性的地理位置，19世纪开始有很多开凿巴拿马运河的构想被提出，但受限于当地自然环境和技术资金等难题而没有付诸实施。1840年代尚属于墨西哥的加利福尼亚发现黄金后，新格拉納達共和國在外国投资和技术下建设了巴拿马太平洋铁路，用以满足大批淘金者前往加州的旅行要求。由于彼时北美大陆的陆路交通被地形阻隔，因此经由海路前往巴拿马北部的科隆转乘铁路到巴拿马城再乘坐船舶前往加州的路线最节省时间和成本。在此期间，作为太平洋铁路大西洋沿岸终点的科隆逐渐成为重要的商贸中心。

- 1880年，法国人斐迪南·德·雷赛布开始動工開鑿连接大西洋和太平洋的巴拿馬運河。虽然运河的建设得到了当时先进科技（比如化学炸药）和新的学术研究的支持，但湿热多雨的环境和崎岖的地形给运河的建设带来了严重的困难。此后运河的工程因工人死伤严重，出现超支和列强争夺控制权而时断时续。19世纪末，美国对巴拿马运河的兴趣渐浓，因此时任美国总统西奥多·罗斯福试图接管这条运河。但这种行动被英国和法国以及管理巴拿马的哥伦比亚所干扰。

- 1903年，美國在击败英、法后与哥伦比亚政府签定由美国修建和租借运河的条约，因为存在侵犯哥伦比亚主权的条款，哥议会拒绝批准。1903年11月3日，美军在巴拿马登陆，策動巴脫離哥倫比亞獨立，成立巴拿馬共和國。同年11月18日，美巴簽訂《巴拿馬運河條約》，美國取得「永久使用、佔領和控制巴拿馬運河」的權利，隨後掌控了運河區的行政、司法、警備、鐵路和財政等，使運河區成為名副其實的「國中之國」。美国从1904年起恢复开凿运河，于1914年完工。同年，在旧金山举办了巴拿马万国博览会以庆祝运河同航。

- 1968年，奥马尔·托里霍斯将军上台，到他在1981年一次空难中逝世为止，是巴拿馬的实际操权者。

- 1977年9月7日，吉米·卡特的美國政府和托里霍斯的巴拿馬政府簽署了關於巴拿馬運河的新條約。新條約規定，美國將在1999年底以前把運河和運河區的全部主權和管轄權逐步交還給巴拿馬共和國政府，美國也將撤出在巴拿馬運河區的駐軍。

托里霍斯死后，曼紐·諾瑞嘉於1983年通過政變掌握大权。在任期间，诺列加继续前任的政策，力图摆脱美国的影响，向苏联靠拢，并利用有强烈反美情绪的民族主义巩固自己的权力和地位，频繁打击反对派和反对党。此举导致美国对其不满并开始扶持反对派。与此同时，由于巴拿马的地理位置十分重要，其成为了哥伦比亚毒枭向北美输送毒品（主要是可卡因）和洗钱的主要渠道，诺列加拒绝配合美国的禁毒行动和反美情绪导致美国下决心将其铲除。

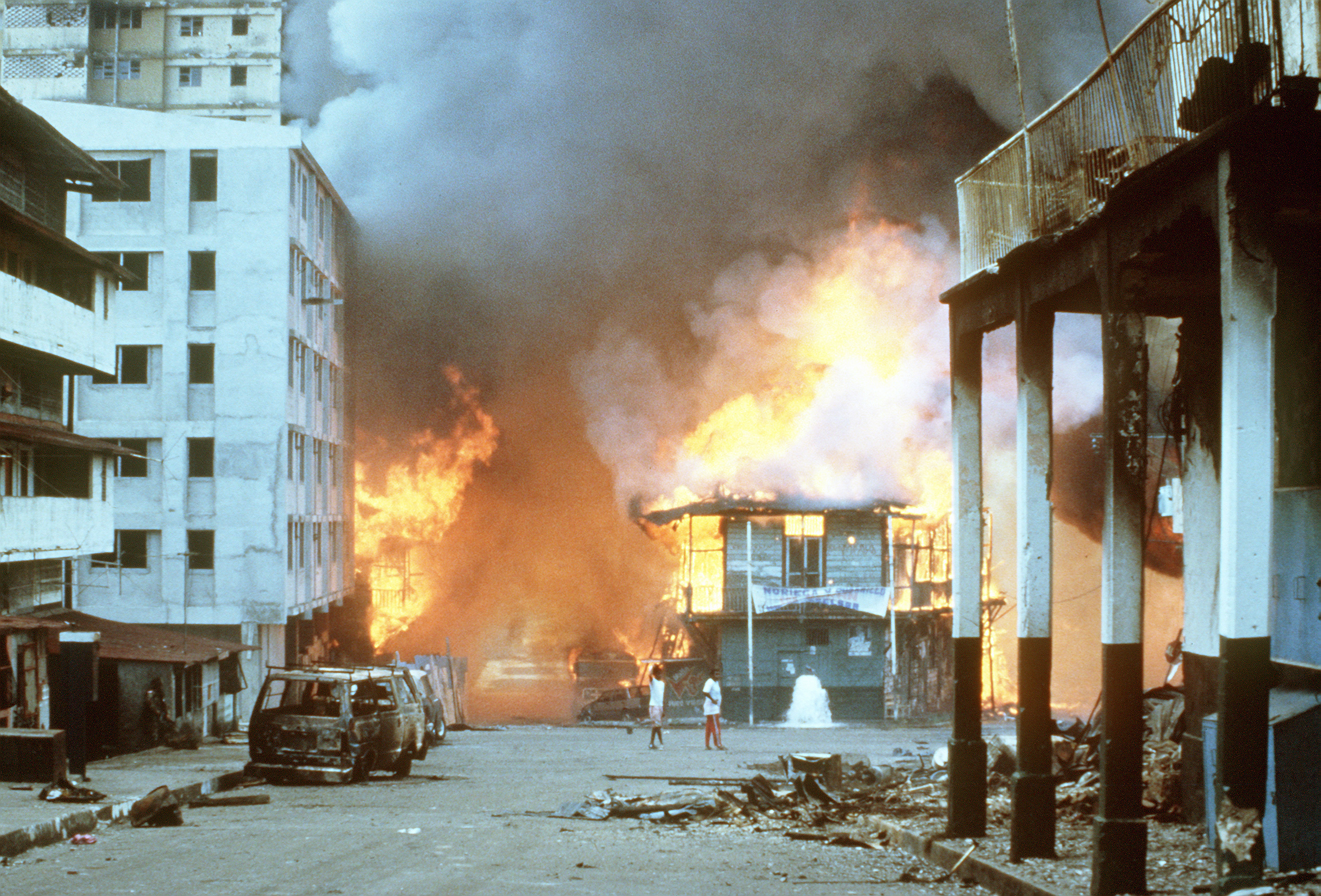
美國入侵巴拿馬之戰

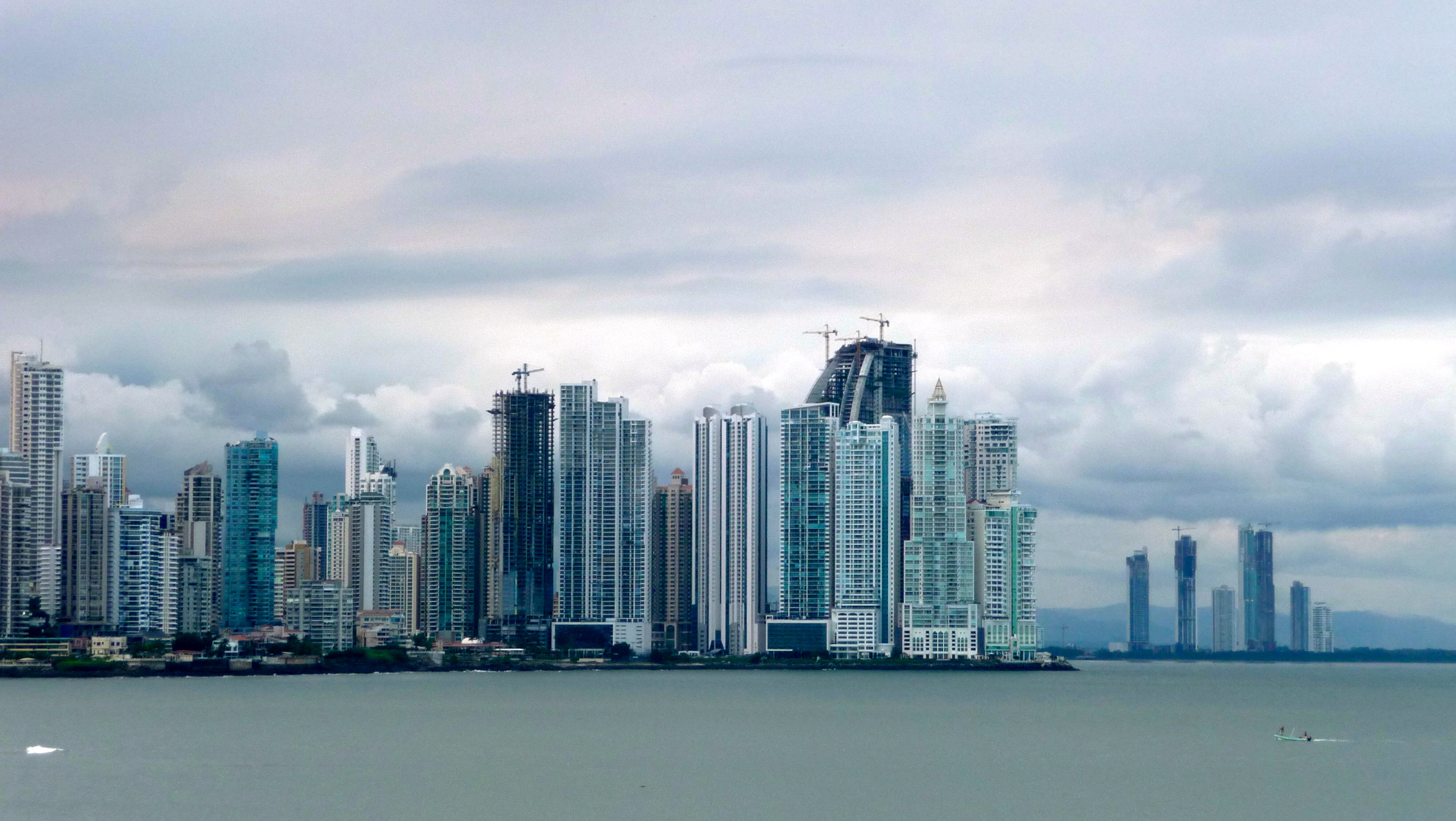
巴拿馬城

- 1989年5月，巴拿马总统大选开票统计结果，反对党联合推举之总统候选人吉列爾莫·恩達拉获得选举胜利，但軍政府領袖諾瑞嘉宣布选举无效，同年9月美国对巴国实行经济制裁。

- 1989年12月，美国以保護美國僑民、保護民主選舉和打擊販毒的名義（巴拿馬當時為國際販毒的一大洗錢中心），展開對巴拿馬代號「正義之師作戰」的軍事行動，以推翻諾瑞嘉的軍事獨裁政權，讓在之前選舉中勝選的恩達拉就任總統。12月15日诺列加宣布与美进入战争状态，自任国家元首。12月20日，兩萬七千名美軍對巴拿馬展開軍事行動，推翻諾瑞嘉政權，吉列爾莫·恩達拉就任總統。諾瑞嘉逃入梵蒂冈大使馆，1990年1月3日向美軍投降，他立刻被押往佛罗里达州，被起诉和关押。美軍入侵造成約兩千人死亡，包括巴拿馬軍人及一般平民。隨後，美國政府協助巴拿馬重新舉行選舉，並重新給予當地媒體言論自由和新聞自由，國家管理權漸漸和平過渡到反對派政治人物手中。

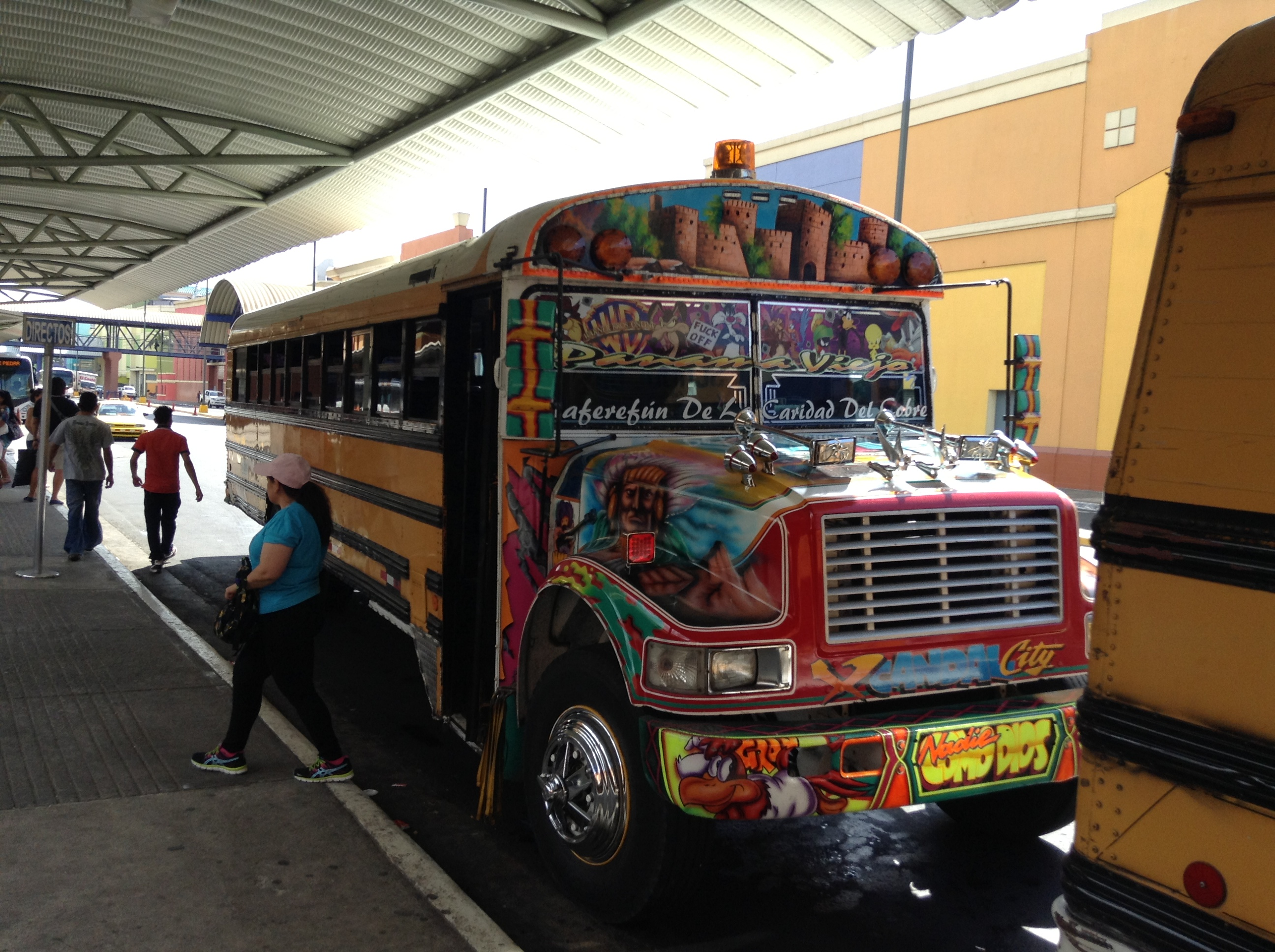
彩繪巴士

- 1999年12月31日，巴拿馬收回巴拿馬運河的全部管理和防務權，美軍全數撤出。[6]美军的撤出也使得科隆能够与巴拿马本土连为一体，结束了其近百年的飞地历史。

21世纪后，由于巴拿马的经济恢复，自由化和解除信息管制等使得巴拿马能够参与国际分工，加上不少美国人将其作为旅游目的地和退休地的选择之一，巴拿马吸收了大量外国资金，也获得了迅速的发展。但2015年委内瑞拉陷入经济危机后，巴拿马成为南美洲非法移民前往美国的最主要通道，近年来除了巴西委内瑞拉秘鲁等传统非法移民来源地外，中国等亚洲国家的偷渡人员也开始大量出入于巴拿马（走线），非法移民及其带来的犯罪问题困扰着该国。

## 地理
巴拿马位于中美洲，它的北岸是加勒比海，南岸是太平洋，西临哥斯达黎加，东临哥伦比亚。它是连接北美洲和南美洲的地峡。其境內的野生動物多樣性是所有中美洲國家中最高的，並且也是很多北美洲及南美洲野生動物品種的發源地。境內擁有巴拿馬運河。
巴拿马全境位于科迪勒山系中段，地形以高原为主，仅沿海地区有狭窄的平原地区。巴拿马全境大部分地区海拔低于700米，全国最高奇里基火山海拔约为3475米。该国最大的湖泊为加通湖，位于巴拿马运河航线上。
巴拿马的气候大部分是热带雨林气候，也称热带湿润性气候，全国各地降水量普遍超过1000毫米/年，东部和哥伦比亚之间的山地为达连峡国家公园，完全被热带雨林覆盖，没有道路相通。
虽然巴拿马运河是南北美洲的分界线，但该运河走向为南北向，其将巴拿马分为东西两部分，东部为南美洲，西部为北美洲。首都巴拿马城和第二大城市科隆均位于运河以东。巴拿马南部沿海是太平洋的海岸线，北部沿海是大西洋的海岸线。

## 政治
巴拿馬共和國的《政治憲法》由1978年的《改革法案》和1983年的《憲法法案》修訂，提出了一個統一、共和、民主和代議制的政府。巴拿馬共和國是一個獨立的主權國家，在其領土上，尊守並尊重《政治憲法》規定的個人和社會權利。以自由選舉權為代表多數人的意願實行統治。
公共權力源於人民，並通過三個機構行使：立法、行政與司法，在分離上協調統一，在團結中受制於傳統的製衡機制。

### 政治機構

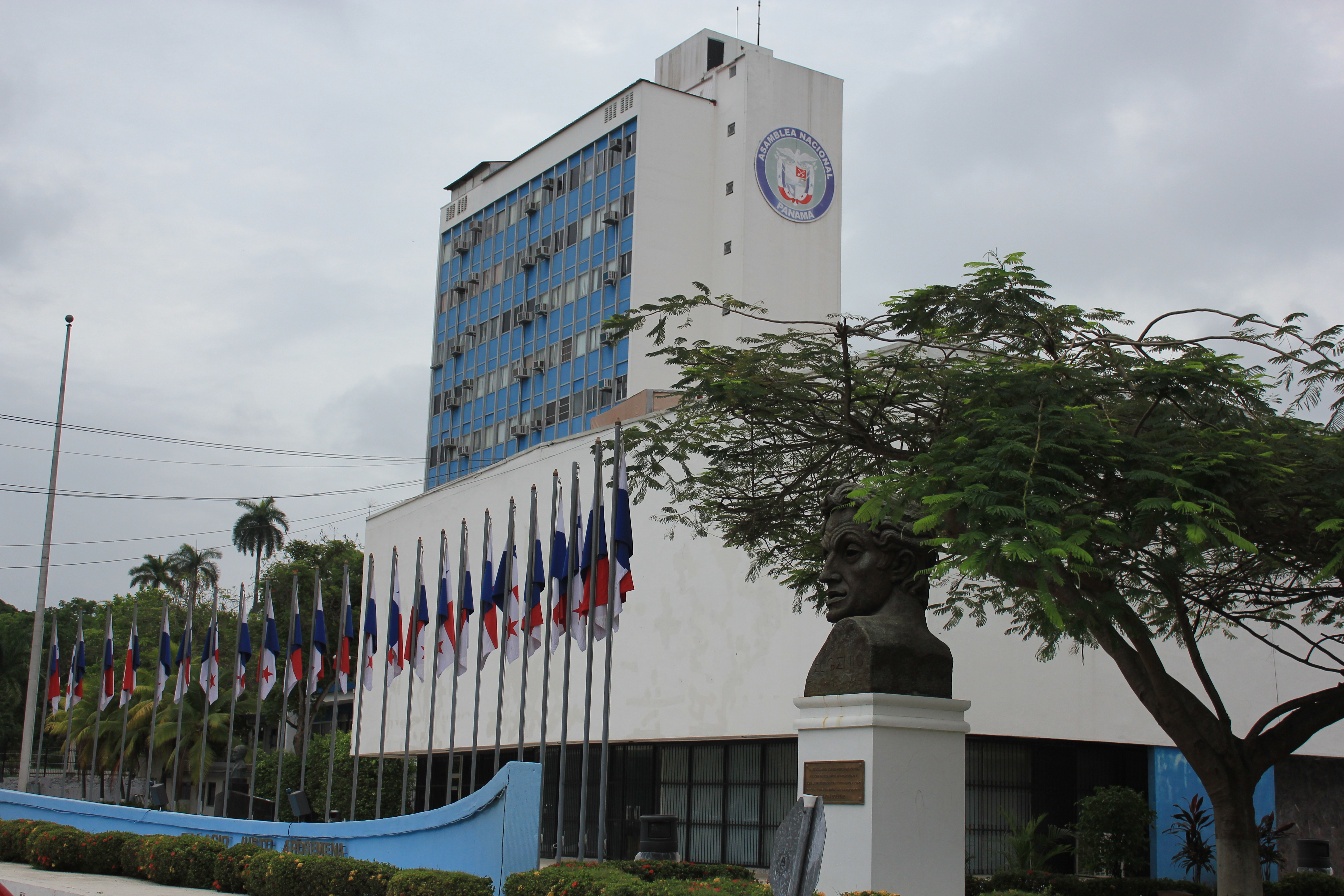
巴拿马议会大厦

巴拿马的行政机关由其总统和两个副总统領導，由組成內閣委員會的共和國總統，共和國副總統和國務委員組成。
總統將由直接普選產生，任期五年，與副總統的選舉方式相同。任期为5年，不能連任。
立法机关是一个由72个代表组成的議会。总统和立法大会成员由国民选举產生，在巴拿马公民有选举义务，但至今为止还没有人因为没有参加选举而受惩罚。一个独立的选举委员会监视选民登记和选举过程。

### 司法機關
根據巴拿馬共和國的《政治憲法》，巴拿馬的司法機關由最高法院，法院和法律所建立的法院組成，它負責代表共和國並依法永久，自由和迅速地執行司法。司法机关由一个由九名法官组成的最高法院和地方法院组成。
巴拿馬的領土分為四個司法區。這些將分為司法巡迴法庭。
第一個司法區將包括巴拿馬省、科隆省、達恩省和庫納雅拉特區；第二個司法區將由科爾省和維拉瓜斯省組成；奇基省和博卡斯德爾托羅省的第三司法區；埃雷拉省和洛斯桑托斯省的第四司法區。
它維持著不同的司法、刑事、民事、商事、家庭，有爭議的行政、海事司法管轄權。

### 政党
执政联盟包括：民主变革党和民族主义共和自由运动。
反对党主要包括：民主革命党、巴拿马主义党、民主广泛阵线党、人民党。

## 外交
巴拿馬是联合国、世贸组织、国际货币基金组织、世界银行集团、世界卫生组织、77国集团、不结盟运动、拉美和加勒比國家共同體、美洲国家组织、拉美经济体系、中美洲一体化组织等重要国际和地区组织的成员国，中美洲共同市场的准成员国，也是拉丁美洲“太平洋联盟”的候选成员国和跨太平洋战略经济伙伴关系协议（TPP）的观察员。
2017年6月13日，巴拿马共和國政府宣布建立與中華人民共和國的正式官方關係，結束與中華民國長達106年的外交關係。，並聲明：「依據一個中國政策，停止與臺灣方面的直接官方往來」。
2025年2月7日，巴拿马宣布退出与中華人民共和國签署的“一带一路”合作协议，并已按要求提前90天通知中方。外交部发言人林剑表示，对巴方表示不再续签谅解备忘录深表遗憾

## 行政區劃
巴拿馬全國劃分為10個省（西班牙語：Provincias）及4個原住民區域（另有兩個自治市屬省管轄），省轄下有75個區。原住民區域（西班牙語：Comarcas indígenas）之中，有4個與「省」同級，可稱作「省級區域」，另外兩個則與省對下一級的「區」同級，可稱作「地方區域」。
| 省份 - 博卡斯德爾托羅省 - 奇里基省 - 科克萊省 - 科隆省 - 達連省 - 埃雷拉省 - 洛斯桑托斯省 - 巴拿馬省 - 西巴拿馬省 - 貝拉瓜斯省 | 省級區域 - 恩貝拉-沃内安特區 - 庫納雅拉特區 - 恩戈貝布格勒自治區 - 納索傑迪特區 | 地方區域 - 馬頓干迪庫納族自治市（巴拿馬省管轄） - 瓦爾干迪庫納族自治市（達連省管轄） |

## 经济

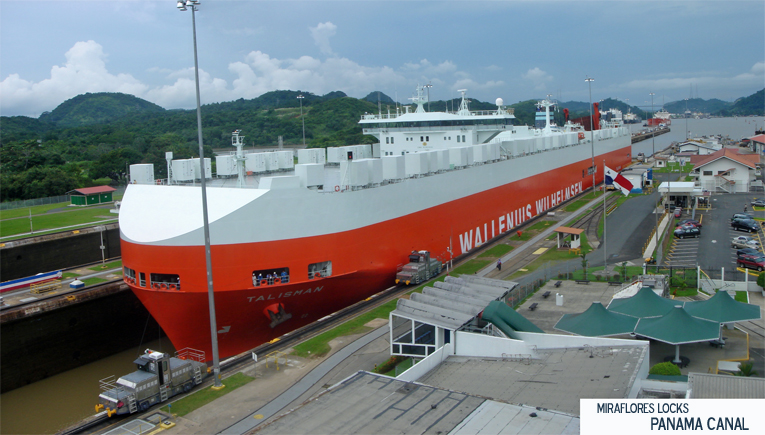
巴拿馬運河

鉴于它重要的地理位置巴拿马的经济的重点是服务业，以金融、贸易和旅游为主。由於巴拿馬的建立和貿易都和美國有重要關係，巴拿馬從1907年開始使用美元作為流通货币，本國貨幣为巴波亚，但只发行1分、10分、25分、50分及1元的铸币，与美元等值并同时在境内使用。是世界上第一個美國以外使用美元作為法定貨幣的國家。
巴拿馬是全世界最主要的權宜船旗註冊國，據2007年統計，有4954艘船舶登記為巴拿馬籍。
财政金融
巴拿马城国际金融中心是拉美地区最重要的金融中心。2008年巴外汇储备24.43亿美元，外债108.85亿美元。
对外贸易
巴拿马商品贸易历年有巨额逆差。2013年出口额8.4亿美元，进口额130.4亿美元，同比分别增长2.7%和3.2%。主要出口产品为金枪鱼、虾、鱼粉、咖啡、香蕉等，主要出口对象为美国、瑞典、西班牙、哥斯达黎加等。主要进口石油产品、制成品、药品和食品等，进口主要来自美国、科隆自由区、日本、哥斯达黎加等地。
中华人民共和国主要向巴拿马出口轻工和纺织品、燃料油、橡胶和塑料鞋、计算机和通讯产品等，从巴进口鱼粉、废金属、水泥和皮革等。

## 文化
巴拿马草帽
巴拿马草帽是用原产于厄瓜多尔的一种名为多基亚的植物编制而成，因从巴拿马传向全世界而得名。
巴拿马长裙